# 경주 굴불사지 석조사면불상
경주 굴불사지 석조사면불상(慶州 掘佛寺址 石造四面佛像)은 대한민국 경주 동천동 굴불사지에 있는 통일신라시대의 석조 사면불상이다. 
1963년 1월 21일 대한민국의 보물 제121호 굴불사지석불상(掘佛寺址石佛像)으로 지정되었다가, 2010년 8월 25일 현재의 명칭으로 변경되었다.

## 개요
높이 3미터쯤 되는 바위의 네 면에 불상이 조각되어 있어서 사면석불이라 불린다. 이 사면불의 서쪽면은 서방 극락세계의 아미타삼존불, 동쪽면은 유리광세계의 약사여래, 북쪽면은 양각의 보살입상과 음각의 입불상 2구, 남쪽면도 역시 입불상 2구를 양각으로 새겨 화엄세계를 나타낸 것이다. 불상조각에 있어 입체·양각·음각의 입상·좌상 등을 변화있게 배치하고 풍만하고 부드러우면서 생기를 잃지 않은 솜씨는 신라 중기의 특색이다.

## 동면 (東面)
동면에는 약사여래좌상이 조각되어 있다. 여래좌상의 얼굴 부분은 고부조로 조각되었으나 아래로 내려갈수록 저부조로 되어 있다. 이는 바위의 윗부분이 돌출되고 아랫부분이 들어가 정면에서 바라보면 안쪽이 쑥 들어가 있기 때문이라 추측된다. 오른손을 들어올려 시무외인을 결하고 있으나 손은 깨져 있고, 왼손은 약합을 지물로 들고 있다. 머리는 독특하게도, 신체와 달리 고부조로 표현되며, 크고 소발이며 둥근 육계가 있고, 약간 앞으로 숙이고 있다. 광배는 두광과 신광을 두 줄의 음각선으로 구분하였으며 바깥은 화염문으로 장식하였다. 도상적으로 볼 때에 사방불 사상에 의거하여 동방유리광정토에 군림하는 약사불이 등장한 것이다. 원래 동방에는 아촉불이 오는 것이 상례이나 한국에서는 약사불로 대치되는 경향이 있음을 증명하는 중요한 예이다.

## 삼국유사 소재 관련 기록
《삼국유사》에 의하면 신라 경덕왕이 백률사에 거동할 때 땅속에서 염불소리가 들려 파보았더니 이 바위가 나왔다고 한다. 바위에 사면불을 새기고 절을 지어 굴불사(堀佛寺)라 하였다.

## 문화재청 소개자료
경상북도 경주 굴불사터에 있는 이 불상은 바위의 서쪽에는 아미타여래불, 동쪽에는 약사여래불, 북쪽에는 미륵불, 남쪽에는 석가모니불을 각각 새긴 사방불(四方佛) 형태이다.
『삼국유사』 에 의하면 신라 경덕왕이 백률사를 찾았을 때 땅속에서 염불 소리가 들려왔다고 한다. 땅을 파 보니 이 바위가 나와서 바위의 사방에 불상을 새기고 절을 지어 굴불사라 하였다고 전한다. 이 기록만으로는 분명하지 않지만, 여러 가지 여건으로 보아 이때쯤 불상이 만들어졌을 것으로 추정된다.
서쪽의 아미타여래는 신체만 돌기둥에 조각했고 머리는 따로 만들어 놓았는데 머리가 얼굴보다 크게 표현되어 꼭 모자를 쓴 것처럼 보인다. 신체는 당당하고 굴곡있게 표현되어 있으며 손과 발 또한 사실적으로 조각되어 있다. 좌우에는 다른 돌로 보살입상을 세워 놓아서 3존불의 모습을 띠고 있다. 동쪽의 약사여래는 양 발을 무릎위로 올리고 앉아 있는데 몸 전체가 앞으로 숙여져 있다. 얼굴 표현은 매우 세련되었으며, 신체는 활기차고 긴장감이 넘쳐 보인다. 북쪽면의 오른쪽에는 도드라지게 새긴 보살입상이 서 있고, 왼쪽에는 6개의 손이 달려있는 관음보살을 얕은 선으로 새겼다. 오른쪽의 보살상은 둥글고 예쁜 얼굴, 굴곡있는 우아한 자세 등 그 표현이 매우 뛰어나다. 남쪽면은 원래 3존상으로 되어 있었는데 일본인들이 오른쪽 보살을 완전히 떼어 가고 가운데 본존상의 머리마저 떼어갔다고 한다. 미래세계에 나타나 중생을 구제한다는 미륵불을 표현한 것인데, 굴곡이 진 신체의 모습과 얇은 옷주름의 묘사가 매우 뛰어난 솜씨를 자랑하고 있다.
이처럼 입체의 표현, 음각과 양각의 표현, 좌상과 입상의 표현 등을 변화있게 배치한 점은 매우 특이한 경우이다. 풍만하고 부드러우면서 생기를 잃지 않은 솜씨를 볼 때 통일신라 초기의 특징을 잘 보여주고 있는 작품이라 하겠다.